# Сукно
Сукно је једна од најстаријих одевних тканина, израђивана од вуне, на подручју данашње Србије, која је у прошлости била сточарска земља богата вуном. Сурова зимска клима која је владала у ранијим деценијама 19. и првој половини 20 века, изобиље вуне и неразвијена индустријска производња тканина, утицала је на појаву овакве врсте тканине, која се у појединим крајевима Србије са богатом сточарском производњом задржала и до данашњих дана. У њима се и данас у домаћој радиности израђују чакшире и грудњаци од сукна за старије укућане.

## Опште информације
Сукно је настајало тако што се прво вунено платно ткало на старинским разбојима а затим ваљало у воденицама ваљарицама. Од таквог платна настајали су разноврсни одевни предмети од сукна, које су мајсторски израђивале српске абаџије и терзије. Ове предмете које данас углавном можемо видети у музејима, настајали су испод вештих руку српских абаџија и терзија. Међу тим предметима најзначајнији су: гуњеви, чакшире, зубуни, ћурдије, јелеци, тозлуци, ношње за невесте, украшаване везом и гајтанима. Једноставнији зимски хаљеци од сукна настајали су и домаћој радиности, испод вештих руку сеоских домаћица, које су ову вештину наслеђивале од својих мајки с колена на колено.
Оквирно почетком 20. века, почело се у појединим деловима Србије и са израђивањем тање врсте сукна, званог шајак, која је била слична индустријској тканини — врсти чоје.

## Начин израде
Сукно се првобитно израђивало од вуне природних боја, пре свега беле боје. Затим је израђивано сигаво сукно, од оваца природно сивкасте (мелиране) вуне, али и врано од вуне црних оваца. У сјеничко-пештарском крају нпр. негде со 1912. године доминирало је сукно беле боје, да би потом све више почело да се користи сукно у боји.
Пређа за основу предена је од најбољег дела вуна на вретену, а потка на великом вретену — маљки или штигељи. Сукно намењено за одећу мушкараца било је од нешто пуније пређе, а сукно за дечје и момачке одевне предмете било је од тање пређе. Сукно је ткано у четири нита, а потом је бојено.
После бојења сукно је утезано, да би се исправило, на вратилу, по принципу увијања основе. Тако исправљено сукно ношено је потом на ваљање (ступање) у ваљавицу.
Ваљање сукна вршено је у ваљарицама, ваљавицама или ступама, дрвеним направама за ваљање вунене тканине, чији је механизам углавном покретала вода.